# Penstemon lemhiensis
Penstemon lemhiensis är en grobladsväxtart som först beskrevs av Karl Keck, och fick sitt nu gällande namn av Karl Keck och Cronquist. Penstemon lemhiensis ingår i släktet penstemoner, och familjen grobladsväxter. Inga underarter finns listade i Catalogue of Life.